# SMS Thetis (1900)
Pour les autres navires du même nom, voir SMS Thetis.
Le SMS Thetis est un croiseur léger de la classe Gazelle appartenant à la Kaiserliche Marine.

## Histoire

### Escadre d'Extrême-Orient
Le Thetis appartient à la série de navires lancée en 1895 et 1896, comme les SMS Gazelle, Niobe, Nymphe, Ariadne, Medusa et Amazone.
Après la mise en service, les tests et l'équipement pour le déploiement à l'étranger, le croiseur part en décembre 1901 de Kiel pour l'escadre d'Extrême-Orient. Le commandant reçoit l'ordre hautement confidentiel de l'Amirauté, au cours de la traversée de la mer Rouge, d'aller entre les îles Farasan et al-Hodeïda, pour savoir si un dépôt de charbon peut y être installé. Cependant le projet de s'emparer des îles en 1902 est abandonné par l'Empire allemand après un espionnage russe. Après Aden, Colombo et Chennai, la navire s'arrête à Calcutta, où il est reçu ainsi que le croiseur austro-hongrois Zenta et l'explorateur suédois Sven Hedin par le Gouverneur général des Indes George Curzon.
Après une arrivée à Qingdao, le Thetis se prépare à parcourir les eaux chinoises et japonaises. Le 28 avril 1902, il va le long du Yangzi Jiang, entre Nankin et Wuhan. Il revient Qingdao le 15 mai.
Durant la guerre russo-japonaise, le croiseur reste au large de la Corée pour observer les belligérants et évacuer les Allemands des zones de combat. Il revient dans le Yangzi Jiang entre octobre et décembre 1904.
En raison de la rébellion des Maji-Maji en juillet 1905, le Thetis et le Seeadler sont détachés en Afrique de l'est. Il part de Hong-Kong le 28 août 1905 et arrive à Dar es Salam un mois plus tard quand la crise est presque terminée. Néanmoins, le navire reste jusqu'au 29 mars 1906 puis revient en Allemagne. Après son arrivée le 18 juin 1906 à Dantzig, il est mis en réserve jusqu'au début de la Première Guerre mondiale.

### Manœuvres durant la Première Guerre mondiale
- 4 août 1914: Entrée dans la Division de protection du littoral de la mer Baltique, en particulier le Petit Belt.
- 24 au 26 octobre 1914 : Incursion jusqu'à Gotska Sandön.
- Défense de Memel et bombardement des positions russes dans le Kurzeme.
- 6 novembre 1914 : Retour de Memel à Dantzig, durant lequel il a une brève escarmouche avec des destroyers russes, dont le Novik.
- 17 novembre 1914 : Évacuation des marins du SMS Friedrich Carl après qu'il a heurté des mines au large de Memel.
- Du 15 au 18 décembre 1914 : Incursion vers Åland, pour une position près de l'île d'Utö contre les incursions de la flotte russe dans le golfe de Finlande.
- Du 13 au 17 avril 1915 : Dépôt de mines devant Hiiumaa.
- 1er mai 1915 : Incursion dans le détroit d'Irbe afin de couvrir les torpilleurs V 107 (en) et V 108 dans le cadre d'une attaque surprise de Rauma.
- 12 mai 1915 : Attaque à deux reprises, sans succès, par un sous-marin russe, près de Bogskär (fi)
- Du 3 au 6 juin 1915 : Dépôt de mines à l'entrée sud de la Väinameri, avec d'autres navires et le porte-avions SMS Glyndwr (de). Ce dernier est lourdement endommagé par une mine en face de Ventspils.
- Marche jusqu'à la côte ouest de Gotland, en couverture de torpilleurs. Le sous-marin britannique HMS E9 atteint le torpilleur SMS S 148.
- 8-9 août 1915 : Implication dans la bataille du golfe de Riga.
- 21 septembre 1915 : voyage de Dantzig à Kiel puis mise hors service.
- Retour le 19 octobre 1917 à côté du SMS Kaiserin Augusta.
- Déclassement le 19 décembre 1918.

### Reichsmarine
La Thetis reste après le traité de Versailles à la Reichsmarine et, à la suite d'une légère modernisation, est remis en service le 2 avril 1922 en mer Baltique. Il fait plusieurs voyages à l'étranger dans les différents pays de la mer Baltique. Le 30 novembre 1924, le Thetis est placé hors service à Wilhelmshaven et sert jusqu'en 1929 de navire d'hébergement. Il est supprimé des listes des navires de guerre le 27 mars 1929 et mis au rebut chez Blohm + Voss, à Hambourg.

## Commandement
| 14 septembre à octobre 1901         | Fregattenkapitän Karl Deubel                               |
| Octobre 1901 à décembre 1902        | Korvettenkapitän / Fregattenkapitän Ernst van Semmern (de) |
| Décembre 1902 à décembre 1903       | Fregattenkapitän Karl Dick (de)                            |
| Décembre 1903 à juin 1905           | Korvettenkapitän / Fregattenkapitän Walter Voit            |
| Juin 1905 à mai 1906                | Fregattenkapitän Ludwig Glatzel                            |
| Mai à 8 juin 1906                   | Kapitänleutnant Alfred Wurmbach                            |
| 4 août à novembre 1914              | Fregattenkapitän Paul Nippe                                |
| Novembre 1914                       | Korvettenkapitän Franz Halm                                |
| Novembre 1914 à 3 septembre 1915    | Korvettenkapitän / Fregattenkapitän Walter Hildebrand (de) |
| 19 octobre 1917 à 19 décembre 1918  | Korvettenkapitän / Fregattenkapitän Walter Mönch (de)      |
| 2 avril 1922 à 30 septembre 1923    | Fregattenkapitän Walther Kinzel (de)                       |
| 1er octobre 1923 à 30 novembre 1924 | Kapitän zur See Ernst Bindseil (de)                        |